# Sekuru
Sekuru is een bestuurslaag in het regentschap Bima van de provincie West-Nusa Tenggara, Indonesië. Sekuru telt 3483 inwoners (volkstelling 2010).